# Trygve Bull
Trygve Friis Bull (født 13. august 1905 i Kristiania, død 16. marts 1999 i Oslo) var en norsk historiker, filolog og socialistisk politiker. Han deltog i Mot Dag-gruppen. Under 2. Verdenskrig sad han i tysk fangenskab. Fra 1950'erne var han aktiv i norsk sprogdebat, hvor han stod på samnorsks side, og var medlem af det norske sprognævn fra starten i 1952. 
Han sad i Stortinget for Arbeiderpartiet. Han var en engageret EF-modstander, og efter EF-afstemningen valgte han at gå ud af Arbeiderpartiet til fordel for Sosialistisk Valgforbund, senere Sosialistisk Venstreparti, hvor han var medlem af hovedbestyrelsen i perioden 1973-1975. Trygve Bull var bror til Brynjulf Bull. Han er hædret med ridderudmærkelse i Hans Majestet Pinnsvinets orden for sin indsats for Studentersamfundet i Bergen.